# ياخوبا دياوارا
ياخوبا دياوارا (بالفرنسية: Yakhouba Diawara)‏ مواليد 29 أغسطس 1982 في باريس، هو لاعب كرة سلة محترف فرنسي بدأ مسيرته الاحترافية في سنة 2000 يلعب مع فريق ليموج سي إس بي ويحمل الرقم 29. يبلغ طوله 6 قدم 7 بوصة (2.0 م). مثّل منتخب بلاده. شارك في مسابقة كرة السلة في الألعاب الأولمبية الصيفية.

## فرق لعب لها
- جاي دي أيه ديجون
- دنفر ناغتس
- ميامي هيت
- نيو باسكت برينديزي
- بالاكانسترو فاريزي
- بي سي إم جرافيلين
- ليموج سي إس بي

## إحصائيات المسيرة

### الموسم الاعتيادي
| السنة   | الفريق     | لعب | بدأ | دقيقة | ميداني% | ثلاثية | حرة  | ارتداد | صنع | استلاب | تصدي | نقطة |
| ------- | ---------- | --- | --- | ----- | ------- | ------ | ---- | ------ | --- | ------ | ---- | ---- |
| 2006–07 | دنفر ناغتس | 64  | 19  | 18.4  | .342    | .288   | .660 | 1.7    | .9  | .5     | .1   | 4.4  |
| 2007–08 | دنفر ناغتس | 54  | 14  | 10.0  | .410    | .318   | .710 | 1.1    | .7  | .1     | .1   | 2.8  |
| 2008–09 | ميامي هيت  | 63  | 21  | 13.5  | .350    | .313   | .526 | 1.3    | .4  | .2     | .1   | 3.4  |
| 2009–10 | ميامي هيت  | 6   | 2   | 7.3   | .200    | .167   | .000 | .7     | .5  | .2     | .0   | .8   |
| المسيرة |            | 187 | 56  | 14.0  | .357    | .301   | .650 | 1.4    | .7  | .3     | .1   | 3.5  |

### التصفيات
| السنة   | الفريق     | لعب | بدأ | دقيقة | ميداني% | ثلاثية | حرة  | ارتداد | صنع | استلاب | تصدي | نقطة |
| ------- | ---------- | --- | --- | ----- | ------- | ------ | ---- | ------ | --- | ------ | ---- | ---- |
| 2007    | دنفر ناغتس | 1   | 0   | 1.0   | .000    | .000   | .000 | .0     | .0  | .0     | .0   | .0   |
| 2008    | دنفر ناغتس | 3   | 0   | 2.7   | .400    | .000   | .000 | .3     | .0  | .0     | .0   | 1.3  |
| 2009    | ميامي هيت  | 5   | 0   | 4.2   | .333    | .000   | .000 | 1.0    | .0  | .2     | .0   | .4   |
| المسيرة |            | 9   | 0   | 3.3   | .375    | .000   | .000 | .7     | .0  | .1     | .0   | .7   |

## روابط خارجية
- ياخوبا دياوارا على موقع الاتحاد الدولي لكرة السلة (الإنجليزية)
- ياخوبا دياوارا على موقع الدوري الأوروبي لكرة السلة (الإنجليزية)
- ياخوبا دياوارا على موقع إن بي أي (الإنجليزية)
- ياخوبا دياوارا على موقع سبورتس رفرنس (الإنجليزية)
- ياخوبا دياوارا على موقع كرة السلة الأوروبية.كوم (الإنجليزية)
- ياخوبا دياوارا على موقع كلية كرة السلة في سبورتس رفرنس.كوم (الإنجليزية)
- ياخوبا دياوارا على موقع ريلجم (الإنجليزية)
- ياخوبا دياوارا على موقع بروبوليرز (الإنجليزية)
- ياخوبا دياوارا على موقع سبورتس رفرنس (الإنجليزية)
- ياخوبا دياوارا على موقع أوليمبيديا (الإنجليزية)